# Liste der Baudenkmale in Cramonshagen
In der Liste der Baudenkmale in Cramonshagen sind alle denkmalgeschützten Bauten der mecklenburgischen Gemeinde Cramonshagen und ihrer Ortsteile aufgelistet. Grundlage ist die Veröffentlichung der Denkmalliste des Kreises Nordwestmecklenburg mit dem Stand vom 4. Oktober 2022. 

## Baudenkmale nach Ortsteilen

### Cramon
| ID  | Lage                  | Bezeichnung                                             | Beschreibung | Bild           |
| --- | --------------------- | ------------------------------------------------------- | ------------ | -------------- |
| 165 | Mühlenweg (Karte)     | Kirche u. Friedhof m. Grabstätte Otto                   |              | Weitere Bilder |
| 166 | Mühlenweg 4-5 (Karte) | Pfarrhof: Pfarrhaus, Scheune und Fachwerkhaus im Garten |              | Weitere Bilder |

## Quelle
Denkmalliste des Landkreises Nordwestmecklenburg (Stand: 9. November 2023; PDF, 1,2 MByte)
- Karte mit allen Koordinaten:
- OSM |
- WikiMap